# Колыбель будет качаться
«Колыбель будет качаться» (англ. Cradle Will Rock) — кинофильм режиссёра Тима Роббинса, вышедший на экраны в 1999 году.

## Сюжет
Фильм рассказывает об обстоятельствах создания и постановки пьесы Марка Блицштейна «Колыбель будет качаться» (англ., 1937). Работа по театральному воплощению пьесы происходила в рамках «Федерального театрального проекта» (англ.) с Орсоном Уэллсом в качестве режиссёра. События показаны на широком фоне подъема профсоюзного движения и распространения социалистических идей в среде интеллигенции. В фильм включены несколько анахронических эпизодов из истории левого искусства 1930-х, например, создание Диего Риверой знаменитой фрески «Человек на распутье».

## В ролях
- Хэнк Азария — Марк Блицштейн
- Рубен Блейдс — Диего Ривера
- Джоан Кьюсак — Хэзел Хаффман
- Джон Кьюсак — Нельсон Рокфеллер
- Кэри Элвес — Джон Хаусман
- Филип Бейкер Холл — Грей Мэтерс
- Черри Джонс — Холли Флэнаган
- Ангус Макфадьен — Орсон Уэллс
- Билл Мюррей — Томми Крикшоу
- Ванесса Редгрейв — графиня Констанс Лагранж
- Сьюзан Сарандон — Маргарита Царфати
- Джейми Шеридан — Джон Адэр
- Джон Туртурро — Альдо Сильвано
- Эмили Уотсон — Олив Стэнтон
- Джек Блэк — Сид
- Кайл Гэсс — Ларри
- Пол Джаматти — Карло
- Барбара Зукова — Софи Сильвано
- Гретхен Мол — Мэрион Дэвис
- Харрис Юлин — председатель Мартин Дайс
- Боб Балабан — Гарри Гопкинс, советник Франклина Рузвельта
- Барнард Хьюз — Фрэнк Марвел

## Награды и номинации
- 1999 — участие в основном конкурсе Каннского кинофестиваля.
- 1999 — премия Национального совета кинокритиков США за особый вклад в киноискусство (Тим Роббинс), а также номинация за лучший фильм.
- 2000 — призы за лучший фильм и лучшую режиссуру (оба — Тим Роббинс) на Каталонском кинофестивале.
- 2000 — приз «Выбор народа» на Стамбульском кинофестивале.
- 2000 — номинация на премию «Спутник» за лучшую мужскую роль второго плана в комедии или мюзикле (Билл Мюррей).